# Série 1300 da CP
A Série 1300  foi uma família de locomotivas diesel-eléctricas da Companhia dos Caminhos de Ferro Portugueses e da sua sucessora, a empresa Caminhos de Ferro Portugueses. Esteve ao serviço entre 1952 e 1987.

## Descrição
Esta série era composta por doze locomotivas a tracção diesel-eléctrica, numeradas de 1301 a 1312.
Apresentavam cerca de 16 m de comprimento, 96 t de peso, e 1350 cv de potência, e podiam atingir até 132 Km/h.

## História

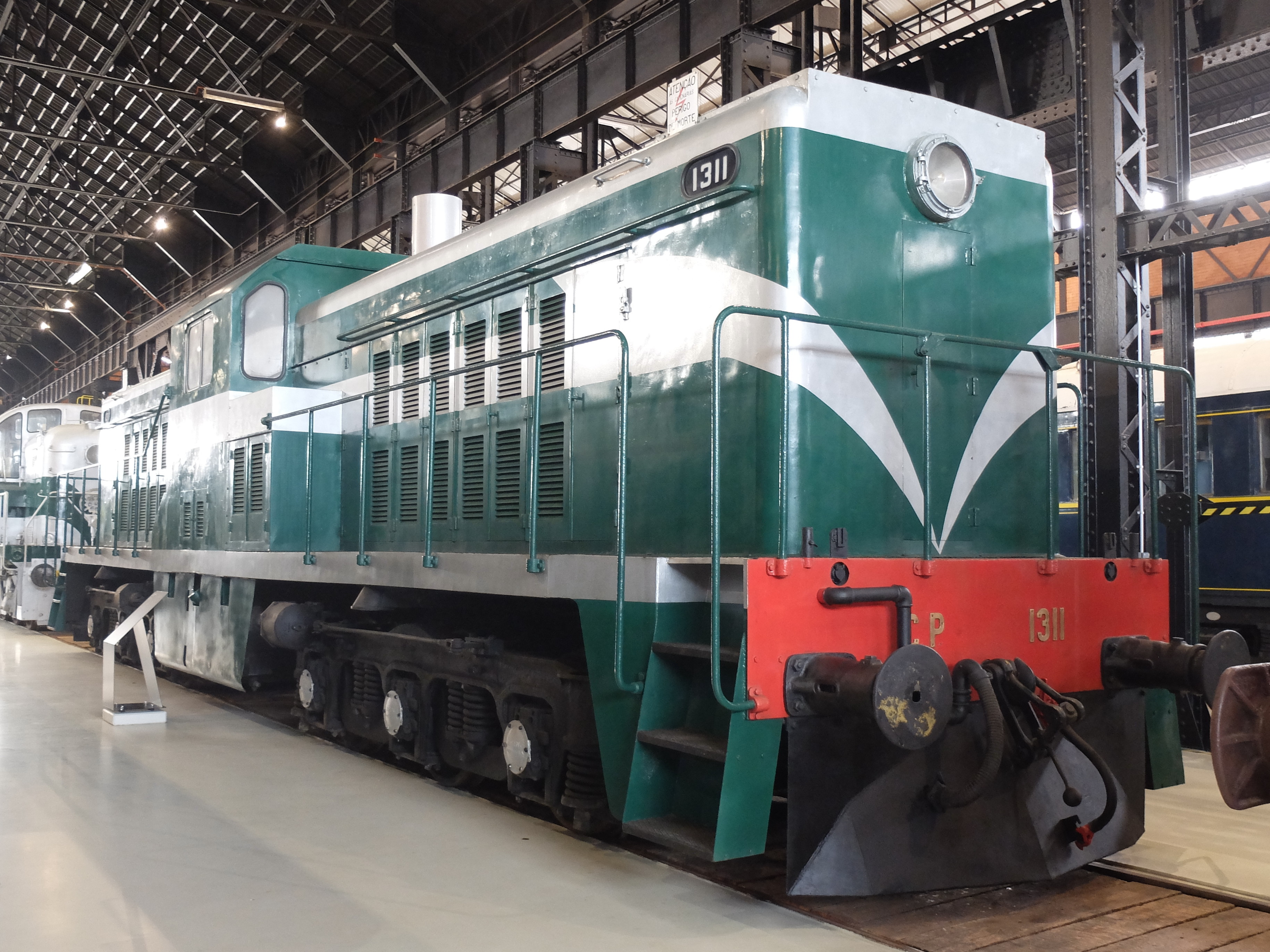
1311
Museu Nacional Ferroviário

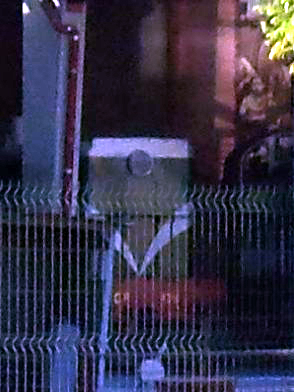
Locomotiva n.º 1311, preservada no Museu Nacional Ferroviário, no Entroncamento.

Em meados do século XX, a Companhia dos Caminhos de Ferro Portugueses iniciou um programa de modernização, de forma a melhorar os seus serviços; no âmbito deste projecto, encomendou doze locomotivas diesel-eléctricas, com o apoio do Fundo de Fomento Nacional, no âmbito do Plano Marshall.
Foram construídas em 1952 pela empresa americana Whitcomb Locomotive Company. As primeiras quatro unidades foram transportadas desde a América do Norte no vapor Dick Lykes, tendo sido desembarcadas, em Abril do mesmo ano, na Doca de Alcântara; previa-se, em Maio, que as locomotivas restantes iriam ser brevemente entregues, e que toda a série estaria ao serviço antes do Verão.
No entanto, até Outubro desse ano, só chegaram mais duas locomotivas, tendo sido transportadas pelo navio Ribeira Grande, e descarregadas no entreposto de Santos; nesta altura, calculava-se que as seis restantes unidades chegariam até ao final do ano. Nesse mês, chegaram mais duas unidades, trazidas pelo navio Ruth Lyes, e descarregadas na Estação Marítima de Alcântara. Foram introduzidas pela Companhia dos Caminhos de Ferro Portugueses na Linha do Norte até Gaia, para rebocar comboios de passageiros e mercadorias, e nas Linhas de Sintra e Oeste, onde fizeram tranvias. A sua introdução nos serviços de Sintra revestiu-se de um especial interesse, uma vez que vieram substituir as locomotivas a vapor, cuja emissão de fumos no interior do Túnel do Rossio se apresentava bastante incómoda nas carruagens. Circularam igualmente na Linha da Beira Baixa, tendo um dos principais motivos para a sua compra sido precisamente a necessidade de complementar as locomotivas da Série 1500, que estavam proibidas de circular por esta linha, devido ao seu elevado peso por eixo. Também asseguraram a tracção dos serviços Sud Expresso e Lusitânia Expresso.
Devido à progressiva electrificação das linhas, foram transferidas para o Barreiro, onde acabaram a sua vida útil, tendo sido todas abatidas ao serviço em 1987. A locomotiva 1311 foi preservada no Museu Nacional Ferroviário, no Entroncamento; devido ao estado em que se encontrava, esta unidade foi a mais difícil de remodelar, tendo sido a última a ser terminada entre o grupo de locomotivas que foram expostas numa exposição comemorativa dos 50 anos da tracção a gasóleo em Portugal.

## Brasil
Nas ferrovias brasileiras, a Estrada de Ferro Sorocabana operou um modelo idêntico à Série 1300 da CP, denominada Série 3300. Entraram em operação em 1949 e foram desativadas do serviço ativo por volta de 1974, trabalhando apenas em serviços de manobras e pequenos comboios de mercadorias. As locomotivas se diferenciaram do modelo lusitano pela bitola, sendo a versão brasileira tendo bitola métrica.

## Ficha técnica
- Características de exploração
  - Início do serviço: 1952[1]
  - Fim do serviço: 1987[2]
- Número de unidades: 12 (1301-1312)[3]
- Dados gerais
  - Tipo de tracção: Diesel-Eléctrica[3][1]
  - Construtor: The Whitcomb Locomotive Company[3][5]
  - Velocidade máxima: 132 km/h[1]
  - Potência: 1350 Cv[1]
- Pesos
  - Peso total: 96 toneladas[1]
- Dimensões
  - Comprimento: 16 metros[1]